# Lorenz Hüttner
Lorenz Hüttner (* 23. Juli 1934 in Nonnberg) ist ein römisch-katholischer Priester.

## Leben
Hüttner empfing 1960 die Priesterweihe. Zunächst war er als Kaplan in Spiegelau tätig, später arbeitete er in der Diözese Passau bei der christlichen Arbeiterjugend und als Sekretär des Generalvikars. Von 1969 bis 1977 war er Pfarrer in Frauenau, danach Stadtpfarrer von Neuötting. Von 1987 bis 2004 gehörte er dem Passauer Domkapitel an. Zunächst wirkte er als Bau- und Kunstreferent. 1990 wurde er vom Passauer Bischof Franz Xaver Eder als Nachfolger von Anton Geyer zum Generalvikar (bis 2003) und Domdekan (bis 1997) im Bistum Passau ernannt. Papst Johannes Paul II. verlieh ihm am 25. Januar 1994 den Titel „Päpstlicher Ehrenprälat“. 1997 übernahm Hüttner als Dompropst den Vorsitz im Passauer Domkapitel. Bis 2004 übte er dieses Amt aus. Außerdem war Hüttner lange Jahre Verlagsleiter des Passauer Bistumsblattes.
Für sein bürgerliches Engagement in der Seelsorge wurde Hüttner 1996 mit dem Bundesverdienstkreuz I. Klasse ausgezeichnet. Die Stadt Passau zeichnete ihn mit ihrer Bürgermedaille aus. Schließlich erhielt er 2006 den Bayerischen Verdienstorden.
| Personendaten    | Personendaten    |
| ---------------- | ---------------- |
| NAME             | Hüttner, Lorenz  |
| KURZBESCHREIBUNG | deutscher Prälat |
| GEBURTSDATUM     | 23. Juli 1934    |
| GEBURTSORT       | Nonnberg         |